# Cantone di Thorens-Glières
Il Cantone di Thorens-Glières era un cantone francese dell'arrondissement di Annecy.
A seguito della riforma approvata con decreto del 13 febbraio 2014, che ha avuto attuazione dopo le elezioni dipartimentali del 2015, è stato soppresso.

## Composizione
Comprendeva i comuni di:
- Aviernoz
- Évires
- Groisy
- Les Ollières
- Thorens-Glières
- Villaz